# Îlot du Vêlage
Die Îlot du Vêlage (französisch für Kalbeninsel) ist eine kleine Insel im Géologie-Archipel vor der Küste des ostantarktischen Adélielands. Sie liegt nordwestlich des Bon-Docteur-Nunataks.
Französische Wissenschaftler benannten sie 1977 in Anlehnung an das Kalben des benachbarten Astrolabe-Gletschers.